# Saturn Award voor beste netwerktelevisieserie
Het volgende is een lijst van de genomineerden en winnaars van de Saturn Award in de categorie beste netwerktelevisieserie.
- 1989: Star Trek: The Next Generation
  - Beauty and the Beast
  - Freddy's Nightmares
  - Friday the 13th
  - Out of This World
  - Superboy
  - War of the Worlds

- 1990: Star Trek: The Next Generation

- 1991: Dark Shadows
  - Quantum Leap
  - Star Trek: The Next Generation
  - Tales from the Crypt
  - Cast a Deadly Spell
  - Psycho IV: The Beginning

- 1992: The Simpsons
  - The Batman
  - Quantum Leap
  - The Ren and Stimpy Show
  - Star Trek: The Next Generation
  - Tales from the Crypt
  - Intruders

- 1993: Lois & Clark: The New Adventures of Superman
  - The Adventures of Brisco County Jr.
  - The Simpsons
  - Star Trek: Deep Space Nine
  - Star Trek: The Next Generation
  - Wild Palms
  - The X-Files

- 1994: The X-Files
  - Earth 2
  - M.A.N.T.I.S.
  - SeaQuest DSV
  - The Simpsons
  - Star Trek: The Next Generation
  - Tales from the Crypt

- 1995: The Outer Limits
  - American Gothic
  - The Simpsons
  - Sliders
  - Space: Above and Beyond
  - Star Trek: Deep Space Nine

- 1996: The X-Files
  - Dark Skies
  - Early Edition
  - Millennium
  - The Simpsons
  - Sliders

- 1997: Buffy the Vampire Slayer
  - Profiler
  - The Simpsons
  - Star Trek: Voyager
  - The Visitor
  - The X-Files

- 1998: The X-Files
  - Buffy the Vampire Slayer
  - Charmed
  - Seven Days
  - The Simpsons
  - Star Trek: Voyager

- 1999: Now and Again
  - Angel
  - Buffy the Vampire Slayer
  - Roswell
  - Seven Days
  - The X-Files

- 2000: Buffy the Vampire Slayer
  - Angel
  - Dark Angel
  - Roswell
  - Star Trek: Voyager
  - The X-Files

- 2001: Buffy the Vampire Slayer
  - Angel
  - Dark Angel
  - Star Trek: Enterprise
  - Smallville
  - The X-Files

- 2002: Alias
  - Angel
  - Buffy the Vampire Slayer
  - Star Trek: Enterprise
  - Smallville
  - The Twilight Zone

- 2003: Angel / CSI: Crime Scene Investigation
  - Alias
  - Buffy the Vampire Slayer
  - Star Trek: Enterprise
  - Smallville

- 2004: Lost
  - Alias
  - Angel
  - CSI: Crime Scene Investigation
  - Star Trek: Enterprise
  - Smallville

- 2005: Lost
  - Invasion
  - Prison Break
  - Smallville
  - Supernatural
  - Surface
  - Veronica Mars

- 2006: Heroes
  - 24
  - Jericho
  - Lost
  - Smallville
  - Veronica Mars

- 2007: Lost
  - Heroes
  - Journeyman
  - Pushing Daisies
  - Supernatural
  - Terminator: The Sarah Connor Chronicles

- 2008: Lost
  - Heroes
  - Terminator: The Sarah Connor Chronicles
  - Fringe
  - Life on Mars
  - Supernatural

- 2009: Lost
  - Chuck
  - Fringe
  - Ghost Whisperer
  - Heroes
  - The Vampire Diaries

- 2010: Fringe
  - Lost
  - Smallville
  - Supernatural
  - V
  - The Vampire Diaries